# Одигитрија
Одигитрија (грч. Ὁδηγήτρια) је икона коју је радио на дрвету сам апостол Лука. Њу је видела Пресвета Богородица и благословила ју је. Ту икону је свети Лука поклонио државном Теофилу, за кога је писао Дела светих апостола. Из Антиохије икона је потом пренета у Јерусалим, а из Јерусалима узела ју је царица Евдокија и послала у Цариград царевој сестри, побожној Пулхерији, као поклон. Пулхерија је ставила ову икону у Влахерну цркву, своју сопствену задужбину. У хришћанској традицији помиње се да се једанпут јавила Пресвета Богородица двојици слепаца и довела их у цркву Влахерну, пред Своју икону, и ту им обојици повратила вид. Због тога су ту икону прозвали Одигитрија што значи Путовођа. У хришћанској традицији помиње се и да је, када су војске персијског цара Хозроја и скитског Кагана напале на Цариград, патријарх Сергије изнео ову икону на градске бедеме због чега су се подигла бура на мору, лађе су се потопиле, а преживели су побегли. Од тада је установљен спомен овога чуда Пресвете Богородице у суботу пете недеље Часног Поста са читањем Акатиста. За време иконоборства ова икона је пренета у манастир Пантократора и тамо узидана, остављено је и кандило да пред њом да гори. Када је прошла иконоборачка јерес, икона је извађена из зида.
Српска православна црква слави помен ове иконе 26. јуна по црквеном, а 9. јула по грегоријанском календару.